# Marcello Rossi (scrittore)
Marcello Rossi (Roma, 10 luglio 1972) è un saggista, autore televisivo e direttore artistico italiano.

## Biografia
Specializzato in particolare nella fantascienza televisiva e cinematografica, scrive per la Fanucci Editore l'Enciclopedia della fantascienza in TV, insieme ai coautori Aleksandar Mickovic e Nicola Vianello.
Lavora dal 2001 al 2003 per il canale satellitare Jimmy (prima Canal Jimmy), per il quale cura il restauro dell'edizione italiana di numerose serie TV classiche, tra cui Attenti a quei due, Il Santo, Il prigioniero, Thunderbirds, UFO e Spazio 1999. Successivamente inizia a lavorare nel campo dell'home video, curando centinaia di titoli tra cui le edizioni italiane in DVD di UFO, Spazio 1999, Ai confini della realtà e Doctor Who, ma anche classici del cinema fantastico come La casa, Suspiria, La notte dei morti viventi o in generale classici del cinema italiano come i cofanetti dedicati a Federico Fellini o Pier Paolo Pasolini.
Marcello Rossi è attivo anche in ambito televisivo, lavorando sia come autore che come produttore di numerosi programmi che si occupano di fantascienza, tra cui Dottor Futuro (TMC2, 2000), Italiani nello spazio (FOX, 2004-2005) e Wonder Stories (Jimmy, 2006-2007), che gli vale il suo terzo Premio Italia nella categoria miglior operatore artistico. Nel campo del doppiaggio ha curato la supervisione degli adattamenti italiani di Star Trek: Deep Space Nine, Star Trek: Voyager, Star Trek: Enterprise, Star Trek: Discovery, Star Trek: Picard, Battlestar Galactica e tutti i film di Star Trek a partire dal reboot del 2009, nel quale ha anche un breve cameo vocale e doppia il personaggio di Keenser.
Collabora con le convention di fantascienza Starcon (prima solo STICCON) e Reunion, ha collaborato con la Deepcon e la Spazio, e ha curato la rassegna "Altri mondi" presso il Museo internazionale del cinema e dello spettacolo di Roma. Nel 2009 ha fatto parte della giuria del festival triestino Science Plus Fiction. Dal 2010 al 2018 ha lavorato per il Fantafestival, prima nei panni di coordinatore artistico e poi in quelli di direttore artistico.
Ha scritto per tutte le principali riviste di settore: Delos Science Fiction, Robot, Star Trek - La rivista ufficiale (con la rubrica fissa Non solo Trek), Star Trek Magazine (con la rubrica fissa L'altra fantascienza), Inside Star Trek Magazine (prima Inside Star Trek), Nocturno, CineVFX, Jimmy Magazine, Series Sci Fi e SciFi Magazine (prima SciFiNow, con la rubrica fissa Tele(pre)visioni).
È stato consulente per la versione italiana di Syfy (prima Sci Fi o Sci Fi Channel), canale televisivo mondiale specializzato nel fantastico, dal 2003 al 2012, per l'intero periodo di presenza in Italia del canale. Per Syfy ha realizzato anche numerosi programmi.
Nel 2016 pubblica per la Elara libri Fantasceneggiati - Sci-fi e giallo magico nelle produzioni Rai (1954-1987), scritto in collaborazione con Leopoldo Santovincenzo e Carlo Modesti Pauer, il primo libro dedicato allo studio sistematico di tutte le produzioni televisive a tema fantastico realizzate dalla Rai.
In occasione del trentennale di Dylan Dog, insieme a Luca Ruocco scrive e dirige il documentario Dylan Dog - 30 anni di incubi, coprodotto da Sergio Bonelli Editore e Studio Universal, il primo documentario ufficiale dedicato al personaggio creato da Tiziano Sclavi. Dylan Dog - 30 anni di incubi è stato proiettato in anteprima al The Space Cinema Odeon di Milano il 26 settembre 2016 in occasione del Dylan Dog Horror Day. Successivamente il documentario è andato in onda per la prima volta su Studio Universal il 7 ottobre 2016.
Ha realizzato insieme a Roberto Baldassari il primo documentario dedicato agli appassionati di Star Trek in Italia. Il documentario, presentato da Giovanni Mongini e intitolato Trek IT!, è stato trasmesso in prima visione assoluta su Rai 4 il 3 maggio 2021.
Ha scritto l’audioserie di fantascienza Mario & Mario, realizzata insieme a Fabio Marchionni e Maury Incen, pubblicata a luglio 2021 su Amazon Audible e Apple iTunes.
Scrive su diversi siti, tra cui eSportsItalia.com, QuoteScommesseCalcio.com e sul suo sito Fantascienza.TV.

## Opere
Autore
- I miei compagni di viaggio (a cura di Giovanni Mongini) (2020)
- Lost Trek - Dalla serie classica a The Motion Picture: tutti gli Star Trek che non abbiamo mai visto (2019) ISSN 1594-1884-90119
- Fantasceneggiati - Sci-fi e giallo magico nelle produzioni Rai (1954-1987) (2016) ISBN 978-88-6499-087-3
- Effetti collaterali - La fantascienza tra letteratura, cinema e TV (a cura di Tino Franco) (2015) ISBN 978-88-6499-085-9
- Cartografia dell'Inferno - 50 anni di fantascienza in Italia 1952-2002 (a cura di Gianfranco De Turris con Ernesto Vegetti) (2012) ISBN 978-88-6499-041-5
- George Roy Hill (biografia) (2006)
- Robert Rossen (biografia) (2006)
- Franklin J. Schaffner (biografia) (2006)
- Robert Wise (biografia) (2006)
- Enciclopedia della fantascienza in TV Vol. 2 - Gli anni '70 (2003) ISBN 88-3470967-5
- Enciclopedia della fantascienza in TV Vol. 1 - Dalle origini agli anni '60 (2002) ISBN 88-3470872-5

Curatore
- Ai confini della realtà - Tutti i racconti (Rod Serling, 2002) ISBN 88-347-1191-2, ISBN 88-347-0882-2
- Solaria Speciale n. 5: Spazio 1999 - L'ultimo tramonto (Gianni Padoan, 2001) ISBN 88-347-0667-6
- Solaria Speciale n. 4: Ai confini della realtà - I racconti originali, Vol. 2 (Rod Serling, 2001) ISBN 88-347-0818-0
- Solaria Speciale n. 3: Ai confini della realtà - I racconti originali, Vol. 1 (Rod Serling, 2001) ISBN 88-347-0803-2
- Solaria Speciale n. 2: Star Trek - Sarek (A.C. Crispin, 2001) ISBN 88-347-0789-3
- Solaria Speciale n. 1: UFO - Attacco alla Terra (Robert Miall, 2000) ISBN 88-347-0760-5
- Guida a UFO / Spazio 1999 (Chris Drake, 2000) ISBN 88-347-0759-1
- Guida a Star Trek - The Next Generation CD-ROM (Larry Nemecek, 2000)

## Programmi televisivi
- Mario & Mario (audioserie, 8 episodi - Amazon Audible, Apple iTunes, 2021)
- Trek IT! La vera storia degli appassionati di Star Trek in Italia presentato da Giovanni Mongini (Rai 4, 2021)
- I misteri di Indiana Jones presentati da Massimo Polidoro (4 episodi - Studio Universal, 2017)
- Dylan Dog - 30 anni di incubi (Studio Universal, 2016)
- George A. Romero - La nascita dei morti viventi (Syfy, 2011)
- Anna Torv - Indagini di confine (3 episodi - Syfy, 2011)
- Star Trek Profiles (3 episodi - Sci Fi, 2011)
- Battlestar Galactica Profile - Captain Apollo (4 episodi - Sci Fi, 2009)
- UFO Secret Files (10 episodi - Sci Fi, 2008)
- Speciale Star Trek - Una saga senza tempo (Sci Fi, 2008)
- Star Trek Report (15 episodi - Sci Fi, 2008)
- Sci Fi Beyond - Viaggio nell'ignoto (30 episodi - Sci Fi, 2008-2009)
- Sci Files - Dizionario galattico (30 episodi - Sci Fi, 2008)
- Diario del Capitano - Sette anni nel Quadrante Delta (12 episodi - Jimmy, 2006)
- Emmy Hour (18 episodi - Jimmy, 2006)
- 50 anni sul pianeta proibito (Jimmy, 2006)
- Wonder Stories (79 episodi - Jimmy, 2006-2008)
- Oltre l'ultima frontiera (Jimmy, 2006)
- King Kong Story (Studio Universal, 2005)
- Italiani nello spazio (FOX, 2004-2005)
- Star Worst - Fantascienza all'amatriciana (Canal Jimmy, 2001)
- Dottor Futuro (TMC2, 2000)
- fantasy (Odeon / Cinque Stelle, 1997-1998)

## Rassegne cinematografiche
- Altri mondi - Rassegna cinematografica del cinema fantastico, a cura di Marcello Rossi e Aleksandar Mickovic, Roma 17-22 novembre 2003 Museo internazionale del cinema e dello spettacolo
- Altri mondi II - Rassegna cinematografica del cinema fantastico, a cura di Marcello Rossi e Aleksandar Mickovic, Roma 4-8-10-12 giugno 2004 Museo internazionale del cinema e dello spettacolo